# Ocosingo

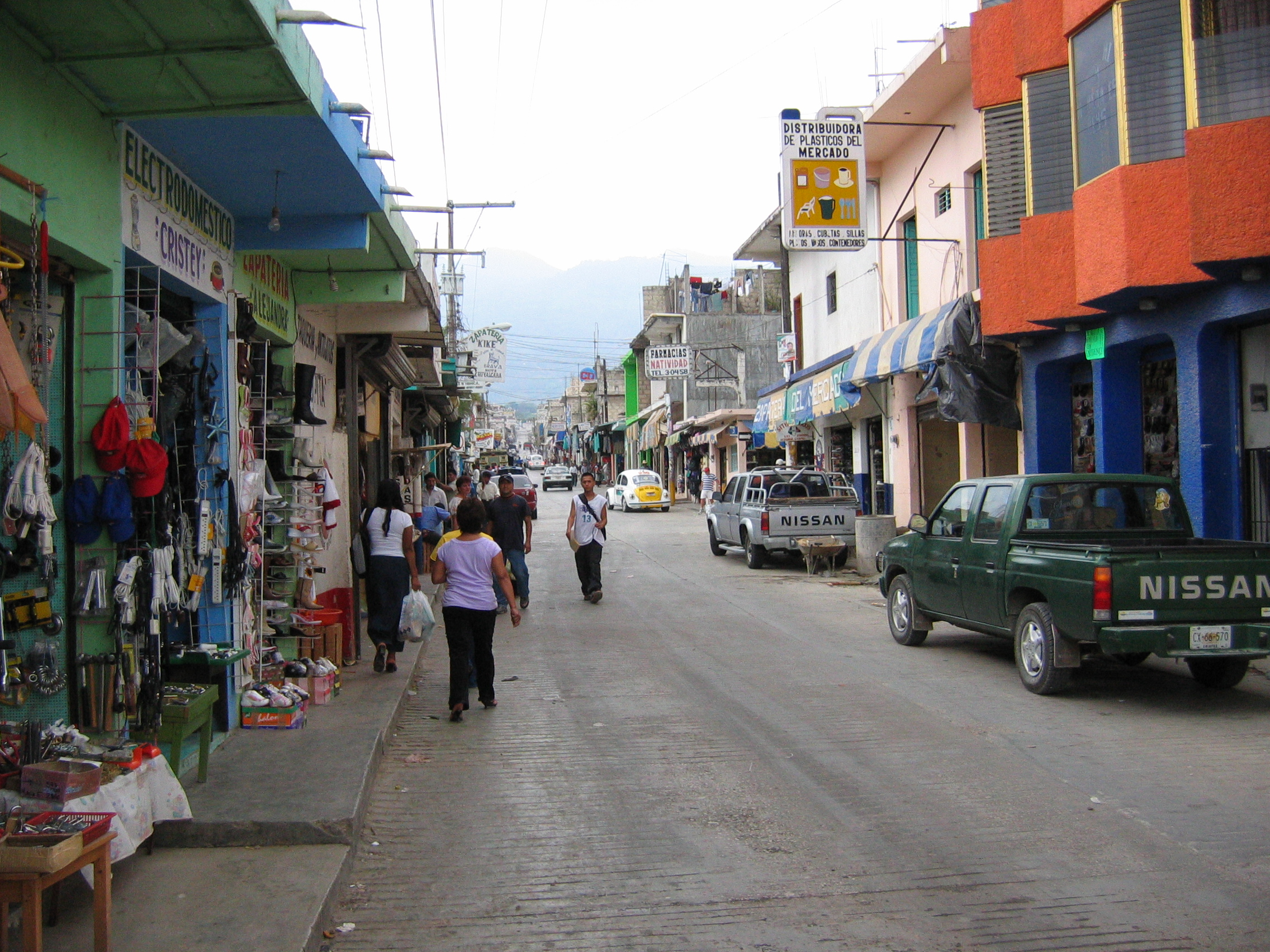
Ulica w Ocosingo

Ocosingo – miejscowość w Meksyku, w stanie Chiapas. Nazwa oznacza w języku nahuatl "miejsce Czarnego Pana". Ludność miasta Ocosingo liczy ok. 42 tysięcy osób.

## Historia
Do przybycia Hiszpanów Ocosingo było ważnym miastem ludu Tzeltal przekształconym następnie w centrum działalności misyjnej.
W roku 1994 miejscowość została zajęta przez partyzantów z ruchu zapatystów. Doszło tutaj do najbardziej krwawej bitwy powstania.

## Turystyka
Na terenie miejscowości istnieje 70 stanowisk archeologicznych z okresu prekolumbijskiego, najważniejsze z nich to Yaxchilán, Bonampak i Toniná, oprócz tego liczne kościoły z epoki kolonialnej, tropikalna dżungla i jeziora.

## Gmina Ocosingo
Miasto jest siedzibą władz gminy Ocosingo która w 2010 roku liczyła 198 877 mieszkańców. Powierzchnia gminy jest stosunkowo duża i liczy 8 616,71 km². Na terenie gminy znajduje się kilka mniejszych miast z których największe to Nueva Palestina, Tenango i Frontera Corozal. Średnia temperatura roczna wynosi 24,3 °C.
Ludność gminy pracuje przede wszystkim w rolnictwie a następnie w przemyśle. Uprawia się głównie kukurydzę, fasolę, trzcinę cukrową, banany, pomidory, cutrusy, kawę i rośliny ogrodnicze.